# Contea di Polk (Minnesota)
La contea di Polk in inglese Polk County è una contea dello Stato del Minnesota, negli Stati Uniti. La popolazione al censimento del 2000 era di 31 369 abitanti. Il capoluogo di contea è Crookston

## Storia
Un tempo, nella parte nord-est della contea, c'era una stazione ferroviaria di nome Cisco, tuttora abbandonata.

## Comunità della contea
| Città | Townships | Townships | Comunità non incorporate                           |
| --- | --- | --- | -------------------------------------------------- |
| - Beltrami - Climax - Crookston - East Grand Forks - Erskine - Fertile - Fisher - Fosston - Gully - Lengby - McIntosh - Mentor - Nielsville - Trail - Winger | - Andover Township - Angus Township - Badger Township - Belgium Township - Brandsvold Township - Brandt Township - Brislet Township - Bygland Township - Chester Township - Columbia Township - Crookston Township - Eden Township - Esther Township - Euclid Township - Fairfax Township - Fanny Township - Farley Township - Fisher Township - Garden Township - Garfield Township - Gentilly Township - Godfrey Township - Grand Forks Township - Grove Park-Tilden Township - Gully Township - Hammond Township - Helgeland Township - Higdem Township - Hill River Township | - Hubbard Township - Huntsville Township - Johnson Township - Kertsonville Township - Keystone Township - King Township - Knute Township - Lessor Township - Liberty Township - Lowell Township - Nesbit Township - Northland Township - Onstad Township - Parnell Township - Queen Township - Reis Township - Rhinehart Township - Roome Township - Rosebud Township - Russia Township - Sandsville Township - Scandia Township - Sletten Township - Sullivan Township - Tabor Township - Tynsid Township - Vineland Township - Winger Township - Woodside Township | - Cisco - Dugdale - Euclid - Greenview - Maple Bay |